# Motim de Aranjuez

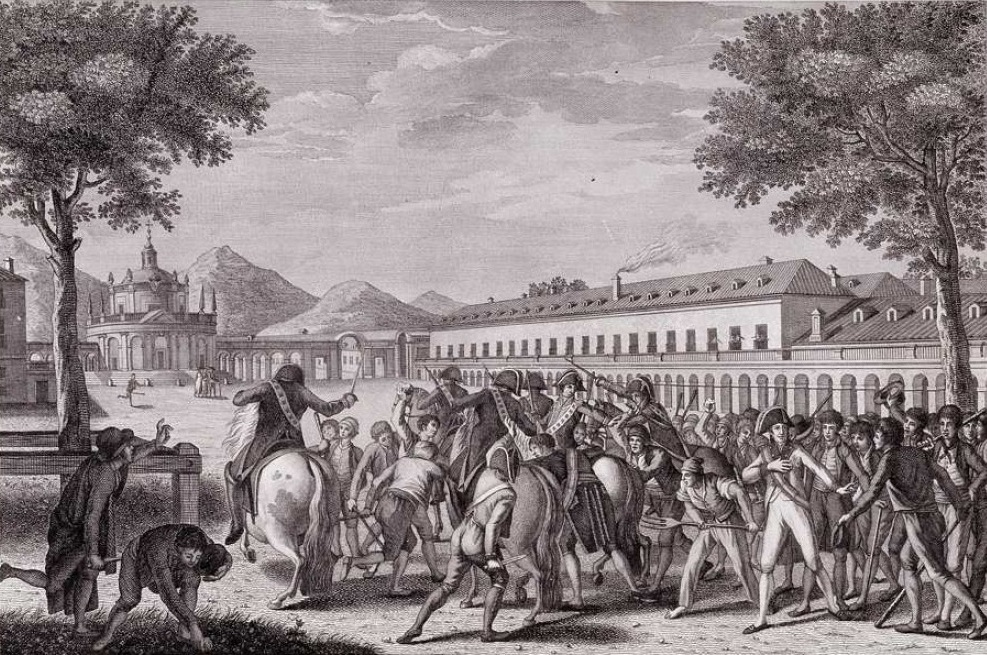
Queda e prisão do Príncipe da Paz, Manuel Godoy

O Motim de Aranjuez (espanhol: Motín de Aranjuez) foi uma revolta liderada contra o rei Carlos IV que ocorreu na cidade de Aranjuez, Espanha, de 17 a 19 de março de 1808. O evento, que é comemorado anualmente na primeira semana de setembro, comemora a queda do monarca e a subsequente ascensão de seu filho Fernando VII. É comemorado em setembro e não em março, pois as celebrações revividas em Aranjuez, que começaram em 1988, foram adicionadas aos festivais de setembro preexistentes.
A revolta foi instigada por cidadãos descontentes e pelos partidários de Fernando.

## Causas do Tumulto
Antes do motim, de Carlos IV, ou primeiro-ministro, Manuel de Godoy, ex-membro da Guarda Real, tornou-se impopular entre os nobres e o povo espanhol.
A nobreza se ressentiu de como Godoy havia alcançado o poder, mesmo tendo nascido na pobreza e na obscuridade. O mais notável entre eles era o próprio filho do rei, Ferdinand, que havia liderado a Conspiração El Escorial alguns meses antes. As pessoas estavam chateadas com a natureza ambiciosa de Godoy, seu flerte com muitas mulheres da corte e sua disposição de que a Espanha católica fizesse tratados com a França revolucionária ateia contra a Grã-Bretanha cristã (embora anglicana).
Outro fator importante foi a crise econômica que afetou o país, que se agravou depois que a Espanha perdeu sua marinha na Batalha de Trafalgar em 1805. Isso prejudicou o comércio com os Estados Unidos, causando escassez de alimentos e afetando a produção industrial.
Além disso, nos termos do Tratado de Fontainebleau, o rei e Godoy permitiram que as tropas do imperador francês Napoleão atravessassem a Espanha para atacar Portugal. Este movimento foi extremamente impopular entre o povo espanhol, que viu a entrada como uma invasão humilhante, o que logo se tornou. As tropas francesas ocuparam rapidamente as importantes cidades de San Sebastián, Pamplona e Barcelona, alimentando o ressentimento espanhol em relação a Godoy.

## Motim
A revolta ocorreu em 17 de março de 1808 em Aranjuez, cerca de 48 quilômetros (30 milhas) ao sul de Madri, onde a família real e o governo estavam a caminho do sul, antecipando uma invasão francesa do norte. Soldados, camponeses e membros do público em geral assaltaram os aposentos de Godoy e o capturaram. Os amotinados fizeram o rei Carlos demitir Godoy e, dois dias depois, a corte forçou o próprio rei a abdicar em favor de seu filho e rival, que se tornou rei Fernando VII.

## Consequências
Em 1808, Napoleão, sob o falso pretexto de resolver o conflito, convidou Carlos IV e Fernando VII para Bayonne, na França. Ambos temiam o poder do governante francês e acharam apropriado aceitar o convite. No entanto, uma vez em Bayonne, Napoleão forçou os dois a renunciar ao trono e concedê-lo a si mesmo. O imperador então nomeou seu irmão Joseph Bonaparte rei da Espanha. Este episódio é conhecido como Abdicações de Bayona, ou Abdicaciones de Bayona em espanhol.